# 1972-es magyar vívóbajnokság
Az 1972-es magyar vívóbajnokság a hatvanhetedik magyar bajnokság volt. A férfi tőrbajnokságot május 22-én rendezték meg, a párbajtőrbajnokságot május 21-én, a kardbajnokságot május 27-én, a női tőrbajnokságot pedig május 28-án, mindet Budapesten, a Játékcsarnokban.

## Eredmények
| Versenyszám          | Arany                             | Arany | Ezüst                      | Ezüst | Bronz                        | Bronz |
| -------------------- | --------------------------------- | ----- | -------------------------- | ----- | ---------------------------- | ----- |
| Férfi tőrvívás       | dr. Fenyvesi Csaba BVSC           |       | Füredi Gábor Újpesti Dózsa |       | dr. Kamuti Jenő BVSC         |       |
| Férfi párbajtőrvívás | Osztrics István OSC               |       | dr. Fenyvesi Csaba BVSC    |       | B. Nagy Pál Szolnoki MÁV     |       |
| Férfi kardvívás      | Marót Péter Vasas SC              |       | Pézsa Tibor Bp. Honvéd     |       | Gerevich Pál BVSC            |       |
| Női tőrvívás         | Ságiné Rejtő Ildikó Újpesti Dózsa |       | Rónay Ildikó Újpesti Dózsa |       | Szolnoki Mária Újpesti Dózsa |       |